# Chelostoma
Chelostoma is een geslacht van bijen. Ze worden ook wel klokjesbijen genoemd.
Klokjesbijen nestelen in allerlei holle ruimtes, gaande van holle plantenstengels tot artificiële nestgelegenheid

## Soorten in de Lage Landen
In België en Nederland komen vier soorten voor:
- Kleine klokjesbij (C. campanularum)
- Zuidelijke klokjesbij (C. distinctum)
- Ranonkelbij (C. florisomne)
- Grote klokjesbij (C. rapunculi).

Ze zijn gespecialiseerd in klokjes (Campanulaceae), met uitzondering van de ranonkelbij (C. florisomne), die is gespecialiseerd in boterbloemen (Ranunculaceae).
Soorten van het geslacht Chelostoma komen wereldwijd voor. Er kunnen enkele subgenera worden onderscheiden:
- Chelostoma (Latreille, 1809)
- Eochelostoma (Griswold, 1998)
- Foveosmia (Warncke, 1991)
- Gyrodromella (Michener, 1997)
- Prochelostoma (Robertson, 1903) syn. Ceraheriades (Tkalů, 1984)

## Soorten
- C. aureocinctum (Bingham, 1897)
- C. bernardinum Michener, 1938
- C. bytinskii (Mavromoustakis, 1948)
- C. californicum Cresson, 1878
- C. campanularum

Kleine klokjesbij (Kirby, 1802)
- C. carinocaudatum Wu, 2004
- C. carinoclypeatum Wu, 1992
- C. carinulum Pérez, 1895
- C. cockerelli Michener, 1938
- C. confusum (Benoist, 1934)
- C. diodon Schletterer, 1889
- C. distinctum

Zuidelijke klokjesbij (Stoeckhert, 1929)
- C. dolosum (Benoist, 1935)
- C. edentulum Pérez, 1895
- C. emarginatum (Nylander, 1856)
- C. florisomne

Ranonkelbij Linnaeus, 1758
- C. forcipatum (Benoist, 1928)
- C. foveolatum (Morawitz, 1868)
- C. galeridum (Warncke, 1991)
- C. garrulum (Warncke, 1991)
- C. grande (Nylander, 1852)
- C. handlirschi Schletterer, 1889
- C. hebraeum (Benoist, 1935)
- C. hellenicum (Benoist, 1938)
- C. incertum Pérez, 1890
- C. incisulum Michener, 1938
- C. isabellinum (Warncke, 1991)
- C. josefi Schwarz & Gusenleitner, 2000
- C. lamellum Wu, 1992
- C. laticaudum (Benoist, 1938)
- C. longilabrare Wu, 2004
- C. lucens (Benoist, 1928)
- C. maidli (Benoist, 1935)

- C. marginatum Michener, 1938
- C. minutum Crawford, 1916
- C. mocsaryi Schletterer, 1889
- C. nasutum Pérez, 1895
- C. orientale Schletterer, 1890
- C. palaestinum (Benoist, 1935)
- C. petersi (Tkalcu, 1984)
- C. phaceliae Michener, 1938
- C. philadelphi (Robertson, 1891)
- C. proximum Schletterer, 1889
- C. rapunculi

Grote klokjesbij Lepeletier, 1841
- C. schlettereri (Friese, 1899)
- C. styriacum Schwarz & Gusenleitner, 1999
- C. sublamellum Wu, 1992
- C. subnitidum (Benoist, 1935)
- C. tetramerum Michener, 1942
- C. torquillum (Warncke, 1991)
- C. transversum (Friese, 1897)
- C. ventrale Schletterer, 1889
- C. xizangense Wu, 1982